# Rose Drieling
Rose Drieling (* 29. April 1909 in Magdeburg; † 21. März 1991) war eine deutsche Leichtathletin. Sie startete für den Magdeburger FC Viktoria 1896.
Zusammen mit Anneliese Jacke, Lieselotte Hellmann sowie ihrer Zwillingsschwester Ilse gewann sie 1927 die Deutsche Meisterschaft über 4-mal 100 Meter und wurde 1926 und 1928 jeweils Vizemeisterin. 1930 kam die Staffel auf Platz 3, wobei anstelle von Jacke Erika Kreplin lief.